# ATP St. Pölten 2001 - Qualificazioni singolare
Le qualificazioni del singolare  dell'ATP St. Pölten 2001 sono state un torneo di tennis preliminare per accedere alla fase finale della manifestazione. I vincitori dell'ultimo turno sono entrati di diritto nel tabellone principale. In caso di ritiro di uno o più giocatori aventi diritto a questi sono subentrati i lucky loser, ossia i giocatori che hanno perso nell'ultimo turno ma che avevano una classifica più alta rispetto agli altri partecipanti che avevano comunque perso nel turno finale.
Le qualificazioni del torneo ATP St. Pölten 2001 prevedevano 32 partecipanti di cui 4 sono entrati nel tabellone principale.

## Teste di serie
1. Guillermo Cañas (Qualificato)
2. Bob Bryan (Qualificato)
3. Hugo Armando (Qualificato)
4. Tuomas Ketola (ultimo turno)

1. Ivajlo Trajkov (ultimo turno)
2. Ján Krošlák (Qualificato)
3. Mike Bryan (ultimo turno)
4. Ionuț Moldovan (ultimo turno)

## Qualificati
1. Guillermo Cañas
2. Bob Bryan

1. Hugo Armando
2. Ján Krošlák

## Tabellone

### Legenda
| - Q = Qualificato - WC = Wild card - LL = Lucky loser | - ALT = Alternate - SE = Special Exempt - PR = Protected Ranking | - w/o = Walkover - r = Ritirato - d = Squalificato |

### Sezione 1
|  | Primo turno        | Primo turno        | Primo turno        | Primo turno | Primo turno |  |  | Secondo turno | Secondo turno   | Secondo turno   | Secondo turno | Secondo turno |   |   | Ultimo turno | Ultimo turno    | Ultimo turno    | Ultimo turno | Ultimo turno |  |
|  |                    |                    |                    |             |             |  |  |               |                 |                 |               |               |   |   |              |                 |                 |              |              |  |
|  |                    |                    |                    |             |             |  |  |               |                 |                 |               |               |   |   |              |                 |                 |              |              |  |
|  |                    |                    |                    |             |             |  |  | 1             | Guillermo Cañas | Guillermo Cañas | 6             | 6             |   |   |              |                 |                 |              |              |  |
|  | Leoš Friedl        | Leoš Friedl        | Leoš Friedl        | 6           | 6           |  |  |               | Leoš Friedl     | Leoš Friedl     | 2             | 4             |   |   |              |                 |                 |              |              |  |
|  | Herbert Wiltschnig | Herbert Wiltschnig | Herbert Wiltschnig | 3           | 4           |  |  |               |                 |                 |               |               |   |   | 1            | Guillermo Cañas | Guillermo Cañas | 6            | 6            |  |
|  | Igor Kornienko     | Igor Kornienko     | Igor Kornienko     | 6           | 7           |  |  |               |                 | 7               | Mike Bryan    | Mike Bryan    | 2 | 2 |              |                 |                 |              |              |  |
|  | Alexander Peya     | Alexander Peya     | Alexander Peya     | 3           | 6           |  |  |               | Igor Kornienko  | Igor Kornienko  | 4             | 4             |   |   |              |                 |                 |              |              |  |
|  | 7                  | Mike Bryan         | Mike Bryan         | 6           | 6           |  |  | 7             | Mike Bryan      | Mike Bryan      | 6             | 6             |   |   |              |                 |                 |              |              |  |
|  |                    | Ivan Beros         | Ivan Beros         | 4           | 1           |  |  |               |                 |                 |               |               |   |   |              |                 |                 |              |              |  |

### Sezione 2
|  | Primo turno    | Primo turno       | Primo turno       | Primo turno | Primo turno |  |  | Secondo turno | Secondo turno  | Secondo turno  | Secondo turno  | Secondo turno |   |   | Ultimo turno | Ultimo turno | Ultimo turno | Ultimo turno | Ultimo turno |  |
|  |                |                   |                   |             |             |  |  |               |                |                |                |               |   |   |              |              |              |              |              |  |
|  |                |                   |                   |             |             |  |  |               |                |                |                |               |   |   |              |              |              |              |              |  |
|  |                |                   |                   |             |             |  |  | 2             | Bob Bryan      | 4              | 6              | 7             |   |   |              |              |              |              |              |  |
|  | Michael Lammer | Michael Lammer    | 7                 | 3           | 6           |  |  |               | Michael Lammer | 6              | 3              | 5             |   |   |              |              |              |              |              |  |
|  | Thiemo Maier   | Thiemo Maier      | 610               | 6           | 3           |  |  |               |                |                |                |               |   |   | 2            | Bob Bryan    | 7            | 5            | 6            |  |
|  | Luke Milligan  | Luke Milligan     | 7                 | 4           | 6           |  |  |               |                | 8              | Ionuț Moldovan | 5             | 7 | 3 |              |              |              |              |              |  |
|  | Thomas Shimada | Thomas Shimada    | 5                 | 6           | 1           |  |  |               | Luke Milligan  | Luke Milligan  | 0              | 3             |   |   |              |              |              |              |              |  |
|  | 8              | Ionuț Moldovan    | Ionuț Moldovan    | 7           | 6           |  |  | 8             | Ionuț Moldovan | Ionuț Moldovan | 6              | 6             |   |   |              |              |              |              |              |  |
|  |                | Konstantin Gruber | Konstantin Gruber | 63          | 2           |  |  |               |                |                |                |               |   |   |              |              |              |              |              |  |

### Sezione 3
|  | Primo turno    | Primo turno    | Primo turno    | Primo turno | Primo turno |  |  | Secondo turno | Secondo turno  | Secondo turno  | Secondo turno  | Secondo turno  |   |   | Ultimo turno | Ultimo turno | Ultimo turno | Ultimo turno | Ultimo turno |  |
|  |                |                |                |             |             |  |  |               |                |                |                |                |   |   |              |              |              |              |              |  |
|  |                |                |                |             |             |  |  |               |                |                |                |                |   |   |              |              |              |              |              |  |
|  |                |                |                |             |             |  |  | 3             | Hugo Armando   | Hugo Armando   | 6              | 6              |   |   |              |              |              |              |              |  |
|  | Jun Kato       | Jun Kato       | Jun Kato       | 7           | 6           |  |  |               | Jun Kato       | Jun Kato       | 0              | 3              |   |   |              |              |              |              |              |  |
|  | Frank Pokorny  | Frank Pokorny  | Frank Pokorny  | 5           | 3           |  |  |               |                |                |                |                |   |   | 3            | Hugo Armando | Hugo Armando | 7            | 6            |  |
|  | Rudolf Kostler | Rudolf Kostler | Rudolf Kostler | 6           | 6           |  |  |               |                | 5              | Ivajlo Trajkov | Ivajlo Trajkov | 5 | 3 |              |              |              |              |              |  |
|  | Martin Spottl  | Martin Spottl  | Martin Spottl  | 4           | 3           |  |  |               | Rudolf Kostler | Rudolf Kostler | 3              | 2              |   |   |              |              |              |              |              |  |
|  |                |                |                |             |             |  |  | 5             | Ivajlo Trajkov | Ivajlo Trajkov | 6              | 6              |   |   |              |              |              |              |              |  |
|  |                |                |                |             |             |  |  |               |                |                |                |                |   |   |              |              |              |              |              |  |

### Sezione 4
|  | Primo turno       | Primo turno       | Primo turno       | Primo turno | Primo turno |  |  | Secondo turno | Secondo turno | Secondo turno | Secondo turno | Secondo turno |   |   | Ultimo turno | Ultimo turno  | Ultimo turno  | Ultimo turno | Ultimo turno |  |
|  |                   |                   |                   |             |             |  |  |               |               |               |               |               |   |   |              |               |               |              |              |  |
|  |                   |                   |                   |             |             |  |  |               |               |               |               |               |   |   |              |               |               |              |              |  |
|  |                   |                   |                   |             |             |  |  | 4             | Tuomas Ketola | 3             | 7             | 6             |   |   |              |               |               |              |              |  |
|  | Jim Thomas        | Jim Thomas        | Jim Thomas        | 6           | 7           |  |  |               | Jim Thomas    | 6             | 5             | 2             |   |   |              |               |               |              |              |  |
|  | Dmitri Kotchetkov | Dmitri Kotchetkov | Dmitri Kotchetkov | 3           | 5           |  |  |               |               |               |               |               |   |   | 4            | Tuomas Ketola | Tuomas Ketola | 3            | 1            |  |
|  | Lovro Zovko       | Lovro Zovko       | 7                 | 3           | 6           |  |  |               |               | 6             | Ján Krošlák   | Ján Krošlák   | 6 | 6 |              |               |               |              |              |  |
|  | Marcus Sarstrand  | Marcus Sarstrand  | 5                 | 6           | 2           |  |  |               | Lovro Zovko   | 68            | 6             | 3             |   |   |              |               |               |              |              |  |
|  | 6                 | Ján Krošlák       | Ján Krošlák       | 7           | 6           |  |  | 6             | Ján Krošlák   | 7             | 2             | 6             |   |   |              |               |               |              |              |  |
|  |                   | Bernard Parun     | Bernard Parun     | 5           | 3           |  |  |               |               |               |               |               |   |   |              |               |               |              |              |  |